# Колесников Борис Андрійович
Колесников Борис Андрійович — український поліцейський, військовослужбовець бригади «Азов», учасник російсько-української війни, доброволець

## Життєпис
2008 року учасник фанатського руху «Ultras», активно підтримував футбольний клуб «Металург Маріуполь»
У вересні 2014 році добровільно долучився до батальйону «Азов», де прослужив до листопада 2016 року. Брав участь у боях за Мар'їнку та Широкинській операції
З початком повномасштабного російського вторгнення в Україну 2022 року став на захист Маріуполя. Обороняв завод «Азовсталь» Пізніше потрапив в полон де пробув 265 діб і був звільнений 4 лютого 2023 року
Продовжує нести службу в лавах Національної поліції України

## Нагороди
- Орден «За мужність» ІІІ ступеня — За особисту мужність і самовідданість, виявлені у захисті державного суверенітету та територіальної цілісності України, сумлінне і бездоганне служіння Українському народові[1]